# Hespèrides (nimfes)

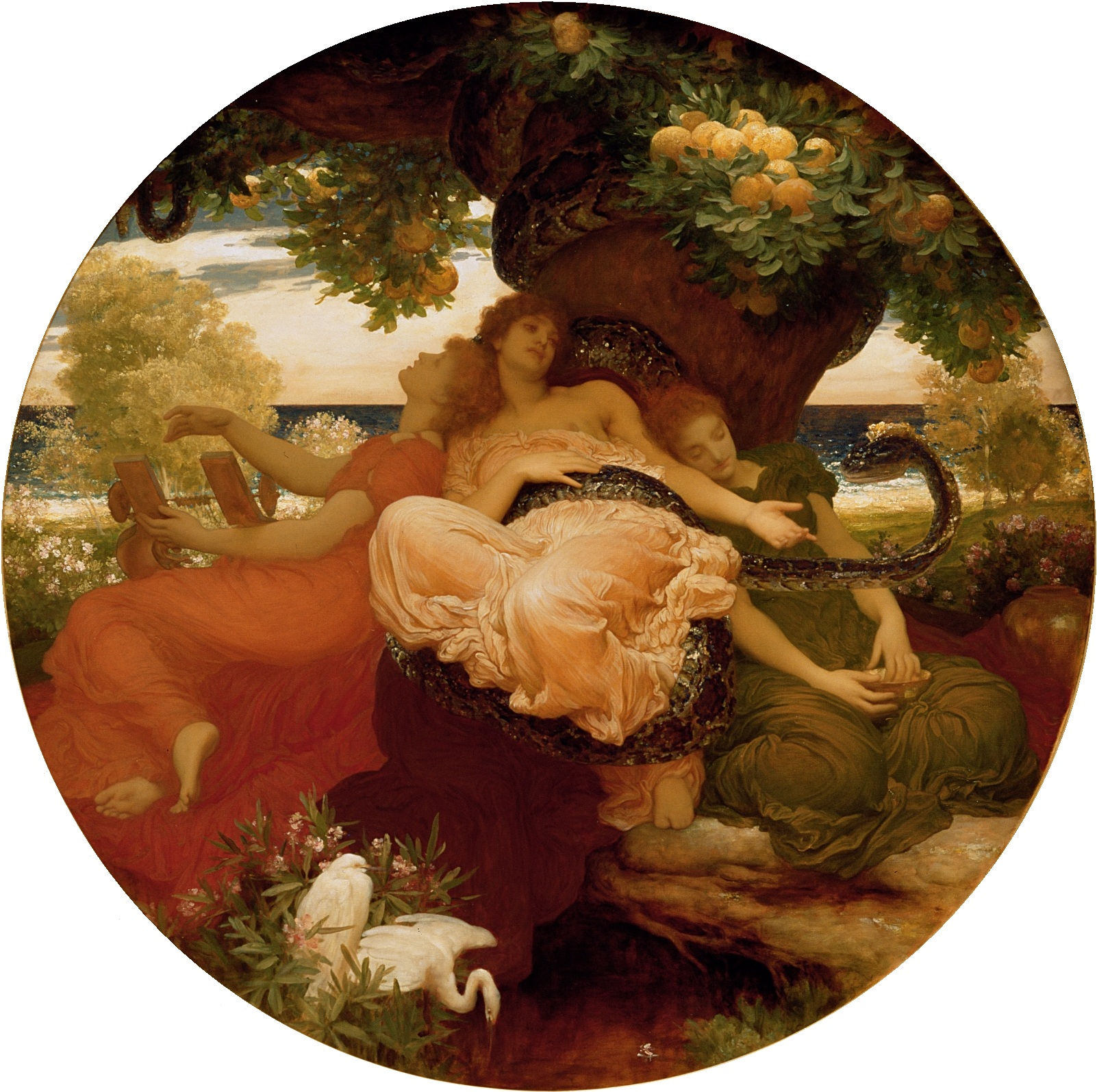
El jardí de les hespèrides de Frederic Leighton (1892)

Les Hespèrides (Hesperides, Ἑσπερίδες), en la mitologia grega, eren les "nimfes del crepuscle" i eren filles d'Atles i d'Hèsperis (però també han estat considerades filles de Nix, o de Forcis i de Ceto, o de Zeus i de Temis). Tampoc no hi ha unanimitat quant al seu nombre. Segons l’autor, n’eren tres, quatre o set. Els noms més usats són: Egle, Hèspera, Aretusa (o Hesperaretusa, que és la unió de les dues anteriors), Aèrica i Eritea.
Vivien a l'extrem occidental del món, prop de les illes dels Benaurats, i la seua missió primordial era tindre cura del jardí dels déus, especialment de l'arbre de la vida que produïa pomes d'or, un regal que la Terra havia fet a Hera quan es va casar amb Zeus. En aquesta comesa els ajudava el drac Ladó, fill de Tifó i Equidna (o de Forcis i de Ceto). Les Hespèrides cantaven en cor prop de la font on brotava l'ambrosia.
Un dels treballs que Euristeu encarregà a Hèracles fou apoderar-se de les pomes i portar-les-hi. L'heroi ho aconseguí després de matar el drac (o, segons altres, el mateix Atles les anà a collir mentre Hèracles sostenia la volta del cel en lloc seu). Més endavant, Atena va tornar les pomes al jardí de les Hespèrides.